# Etti Ankri

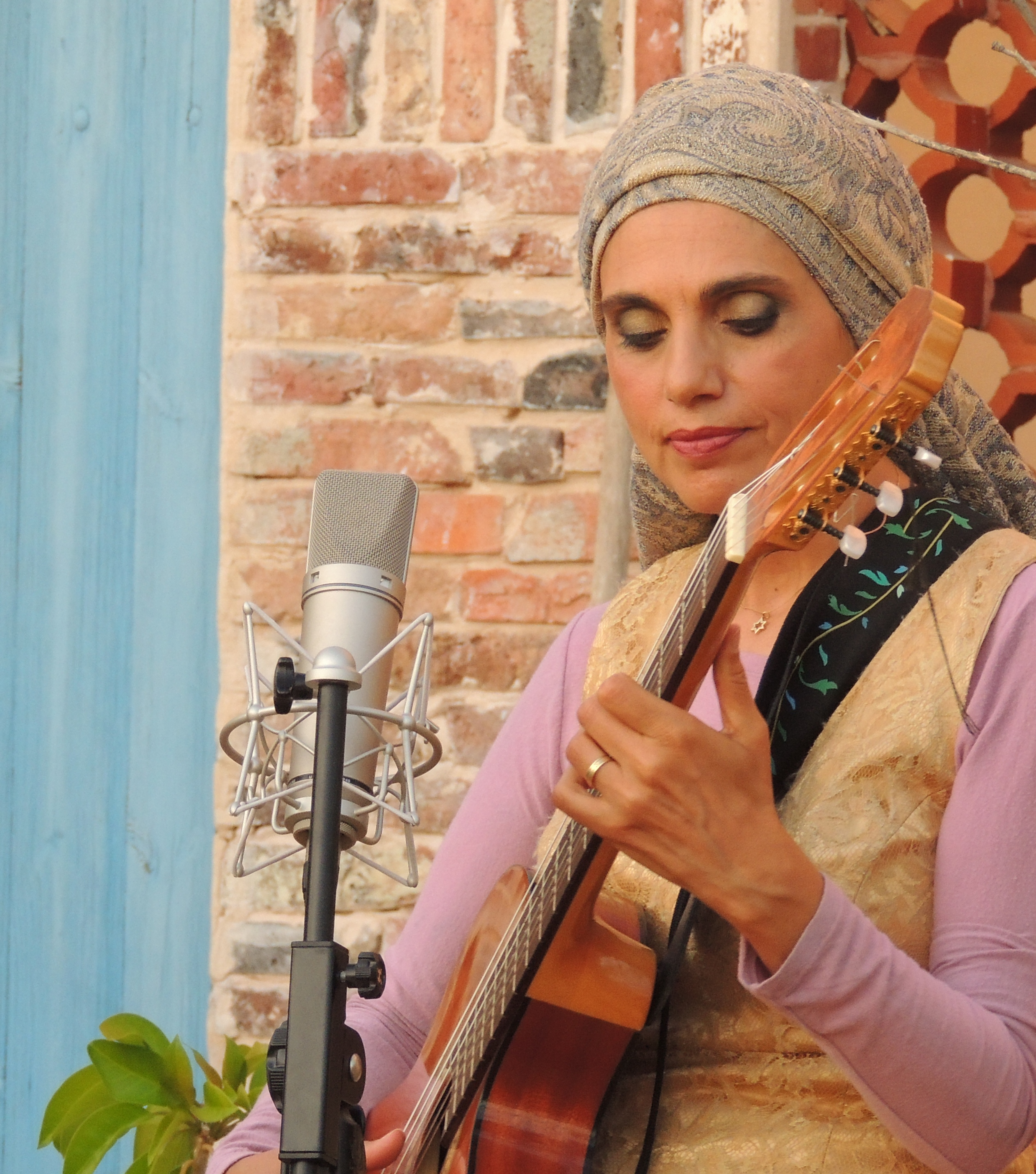

Esther Etti Ankri (hebräisch אתי אנקרי – auch Eti oder Etty und Ankari; * 4. Januar 1963 in Lod) ist eine israelische Singer-Songwriterin, Komponistin und Schauspielerin. Sie wurde zweimal zur israelischen Sängerin des Jahres gewählt und trat auch in den Vereinigten Staaten, England und Indien auf.

## Leben
Etti Ankri wurde 1963 als drittes Kind von fünf Geschwistern einer tunesisch-jüdischen Familie in Lod geboren, wo sie aufwuchs und die Schulen besuchte. Ihr Vater Andre war Polizist in der israelischen Polizei, ihre Mutter Hanna Hausfrau. Als Ankris künstlerische Mentorin gilt die Schauspielerin Miriam Nevo, die im Gemeindezentrum von Lod unterrichtete. Nach dem Militärdienst studierte Ankri an der Rimon School of Music in Ramat Hasharon. Ihr Musikstil vermischt sephardische, insbesondere maghrebinische Elemente, mit moderner Popmusik. Ihre selbst geschriebenen Texte zeugen von einer großen Poesie. 1985 beging ihr Vater Selbstmord. Ankri ist verheiratet mit dem Theaterschauspieler Doron Linik und hat drei Kinder. 
Im Jahr 2001 wandte sie sich dem orthodoxen Judentum zu.

## Diskografie

### Alben
- 1990: I Can See It in Your Eyes (Doppelplatin)
- 1993: Esther (Gold)
- 1997: Nonetheless and Regardless
- 2001: Sea
- 2004: Millions
- 2009: Beshirei Rabbi Yehuda Halevy (Gold)
- 2012: הניגון שלך
- 2017: יא אמנא
- 2020: שולם לעולם
- 2024: אגדות התורה לילדים

### Live-Alben
- 1998: Live Show (mit David D’Or)

### Kompilationen
- 2005: The Best of

### Singles (Auswahl)
- 1990: רואה לך בעיניים
- 1993: מיכאל

## Filmografie
- War Zone – Todeszone (1987): Samira
- Lehem (1987): as Navah (Brot)
- Te'udat Ma'avar  (1987) (Über die Grenze)
- Steal the Sky (1988): Fara
- Resisim (1989)
- Eretz Chadascha (1994): Roza (Neues Land)
- Shabatot VeHagim (1999): Hagit

| Personendaten    | Personendaten        |
| ---------------- | -------------------- |
| NAME             | Ankri, Etti          |
| ALTERNATIVNAMEN  | Ankri, Esther        |
| KURZBESCHREIBUNG | israelische Sängerin |
| GEBURTSDATUM     | 4. Januar 1963       |
| GEBURTSORT       | Lod, Israel          |